# Aracataca
Aracataca – miasto w Kolumbii, w departamencie Magdalena. 
W 1927 w Aracataca urodził się pisarz Gabriel García Márquez. Istnieją podobieństwa między tym miastem a fikcyjną miejscowością Macondo z jego powieści Sto lat samotności. 25 czerwca 2006 odbyło się referendum w sprawie zmiany nazwy miasta Aracataca na Aracataca-Macondo, ale nie było ważne z powodu zbyt niskiej frekwencji.